# یوزف کوخاژ
یوزف کوخاژ (چکی: Josef Kuchař؛ ۲ آوریل ۱۹۰۱ – ۱۳ مارس ۱۹۸۶) بازیکن فوتبال اهل چکسلواکی بود.
از باشگاه‌هایی که در آن بازی کرده‌است می‌توان به باشگاه فوتبال اسلاویا پراگ اشاره کرد.
وی همچنین در تیم ملی فوتبال چکسلواکی بازی کرده‌است.